# 安神木科
安神木科是金虎尾目下的一個小科，其下只包含了兩個屬：安神木属和膝柄木屬。
早期的分類法將安神木属分類到葉下珠科，膝柄木屬分類到衛矛科，後來根據分子系统发生学的研究，2009年的APG III分类法將這兩個屬合併為一個新的科，放置在金虎尾目之下。

## 外部連結
维基共享资源上的相關多媒體資源：安神木科